# Тънкоклюн свирец
Тънкоклюният свирец (Numenius tenuirostris) е птица от семейство Бекасови (Scolopacidae). Видът е критично застрашен в България; включен е в Червената книга и в Закона за биологичното разнообразие. През ноември 2024 г. е публикувано проучване, което сочи, че има 96% вероятност видът да е изчезнал, тъй като не е виждан от 1995 г. насам въпреки обширни търсения. Към декември 2024 г. обаче статутът според IUCN все още е „критично застрашен“.

## Физически характеристики
Тънкоклюният свирец е средно едър дъждосвирец с дължина на тялото между 36 и 41 см, много тънка човка и кръгли тъмни петна по страните на тялото при възрастните птици. Окраската по темето е тъмна, което създава впечатление за светла надочна ивица. Подкрилията са бели. Младите птици имат ивици по страните, а не петна.
Обаждането на тънкоклюния свирец е подобно на големия, но по-високо и с по-бързо повтаряне. Прилича на „коур-лии“. В полет и при тревога става по-късо.

## Начин на живот и хранене
Храни се с дребни безгръбначни животни, които намира в плитчините на различни водоеми (свръхсолени и сладководни езера и други водоеми със стоящи води, наносни плитчини по морския бряг) и в разпололожени в съседство до тях ливади, пасища и други открити затревени терени. В сухите пасища на Добруджа се храни с дребни охлюви.
Обитава ливади и пасища в близост до водни басейни като езера, блата, морски плитчини и други.

## Разпространение
Според Международния съюз за защита на природата световната популация на тънкоклюния свирец е между 1 и 49 индивида. През ноември 2024 г. научно изследване достига до заключението, че видът е изчезнал, тъй като последно е забелязан през 1995 г.
Видът обитава лесостепи от Урал до долината на река Об. Популацията спада драстично през 70-те години на ХХ век, като в Европа данните за вида през 90-те са по-малко от 100 индивида.
Единствените сигурни данни за гнезденето му са от началото на ХХ век, от района на р. Тара, Омска област в Сибир.
През 70-те години все още е било възможно да се наблюдават ята от повече от 100 птици в Мароко, но след това видът рязко намалява. Последното му редовно зимовище е Мерха Зерга, крайбрежна лагуна на Атлантическия бряг. До 90-те години там е можело да се наблюдават по няколко птици. Последното наблюдение оттам е от 1995, когато само една птица идва да презимува. Последното достоверно наблюдение на вида е на 4 птици в Гърция през 1999.

### В България
За България, тънкоклюният свирец е мигриращ и зимуващ вид. Прелетен гост е на път за зимовищата си в Северна Африка. До началото на ХХ век се срещат до 80 индивида по Черноморското крайбрежие и до 40 в Софийско. Срещан е също край Плевен, Марица и Искър, в Тракийската низина и по Добруджанското крайбрежие. През 30-те години на ХХ век все още е редовен, макар и рядък мигрант, най-вече в Бургас, но към 1946 г. вече става много рядко срещан вид (до 4-7 индивида).
Последните наблюдения са от района на Атанасовското езеро, залива Ченгене скеле, Пода и Поморийското езеро по данни на Червената книга на България. Последното сигурно наблюдение на птицата е от 1996 г. в Атанасовското езеро. Има несигурни сведения за още наблюдения след това, до 2002 г.
В орнитологичните колекции на Национален природонаучен музей при БАН се съхраняват 6 екземпляра.

## Заплахи и мерки за опазване
В България фактори, които влияят отрицателно на вида, са пресушаването на влажните зони, промени в стопанисването на селскостопански площи, отстрелът, инфраструкторното развитие и замърсяването на водите.
В следствие подпосването на Меморандум за съгласие за опазване на тънкоклюния свирец, в България е разработен план за действие за опазването му в периода 2002-2006 г. Той включва поставяне под максимална защита на места, където видът е наблюдаван, както и подобряване на управелнието на защитените местности Поморийско езеро и Ченгене скеле.